# Horst Mühleisen
Horst Dieter Mühleisen (* 31. August 1943 in Freiburg im Breisgau; † 7. Dezember 2021 in Trier) war ein deutscher Historiker und Archivar.

## Leben
Horst Mühleisen machte auf dem Zweiten Bildungsweg Abitur und studierte ab 1974 Geschichte, Germanistik und Politikwissenschaft an der Universität Freiburg und der Universität zu Köln. 1981 wurde er bei Andreas Hillgruber an der Kölner Universität mit der Dissertation Kurt Freiherr v. Lersner. Diplomat im Umbruch der Zeiten 1918–1920. Eine Biographie zum Dr. phil. promoviert.
Von 1989 bis 2001 war er Archivar an der Universität Trier. Er trat u. a. als Ernst-Jünger-Bibliograf hervor.

## Schriften (Auswahl)
- Bibliographie der Werke Ernst Jüngers (= Veröffentlichungen der Deutschen Schillergesellschaft. Bd. 43). Begründet von Hans Peter des Coudres, neubearbeitete und erweiterte Ausgabe, Cotta, Stuttgart 1985, ISBN 3-7681-9979-7.
- Kurt Freiherr v. Lersner. Diplomat im Umbruch der Zeiten 1918–1920. Eine Biographie. Muster-Schmidt, Göttingen u. a. 1988, ISBN 3-7881-1743-5.
- (Hrsg./Einl.): Hellmuth Stieff: Briefe. Siedler, Berlin 1991, ISBN 3-88680-366-X.
- Ernst Jünger in Berlin 1927–1933 (= Frankfurter Buntbücher. Bd. 20). Förderkreis des Kleist-Museums, hrsg. von Wolfgang Barthel, Frankfurt (Oder) 1998, ISBN 3-9805717-3-4.
- mit Heidi Neyses: Universität Trier. Ansichten – Einblicke – Rückblicke (= Campusbilder). Sutton, Erfurt 2003, ISBN 3-89702-327-X.
- Ernst Jünger über den Dächern von Paris. Die Burgunderszene. Dichtung und Wahrheit. Keicher, Warmbronn 2009, ISBN 978-3-938743-72-0.